# Cordova (Nuevo México)
Cordova es un lugar designado por el censo (en inglés, census-designated place, CDP) ubicado en el condado de Río Arriba, Nuevo México, Estados Unidos. Según el censo de 2020, tiene una población de 380 habitantes.

## Toponimia
El topónimo Cordova deriva del apellido español Córdova. El pueblo toma su nombre del apellido de Matías Córdova, uno de los habitantes de Pueblo Quemado, nombre original del pueblo. La palabra córdova deriva del nombre de la ciudad española de Córdoba.
El significado etimológico de Córdoba probablemente deriva de Corduba, otorgado bajo la forma de Colonia Patricia Corduba tras la fundación romana de la ciudad en el siglo I a. C. y que se supone anterior. Dado que la primera aparición de Córdoba en textos antiguos hace referencia al establecimiento de un puesto comercial fenicio en las inmediaciones de la ciudad se ha dado un posible origen semítico al topónimo. De este modo Qorteba vendría a significar molino de aceite, para algunos autores, o bien ciudad buena a partir de Qart-tuba para otros. Otras etimologías hacen referencia a la existencia de un asentamiento indoeuropeo anterior a la llegada de los fenicios considerando que la terminación uba es ampliamente conocida en Hispania significando bien colina o bien río.

## Geografía
La localidad está ubicada en las coordenadas 36°0′46″N 105°51′24″O / 36.01278, -105.85667. Según la Oficina del Censo de los Estados Unidos, tiene una superficie total de 4.31 km², correspondientes en su totalidad a tierra firme.

## Demografía
Según el censo de 2020, hay 380 personas residiendo en la localidad. La densidad de población es de 88.17 hab./km². El 31.8% de los habitantes son blancos, el 1.1% son amerindios, el 27.9% son de otras razas y el 39.2% son de una mezcla de razas. Del total de la población, el 92.6% son hispanos o latinos de cualquier raza.